# Verseghy Ferenc (költő)
Verseghy Ferenc (Szolnok, 1757. április 3. – Buda, 1822. december 15.) magyar költő, polihisztor, műfordító, irodalomszervező, nyelvész, énekes, hárfás, zeneszerző, pálos szerzetes, katolikus pap.

## Életpályája
Apját, Verseghy Jánost, aki sóházi tiszt volt, korán elvesztette. Anyja újraházasodott, mostohaapja jómódú uradalmi számadó volt, aki támogatta alsófokú tanulmányait. A gimnázium három alsóbb osztályát (principia, syntaxis, grammatica) 1766-től  a pesti piarista gimnáziumban végezte, a két felsőbb osztályt 1771-től pedig Egerben, a jezsuitáknál. 1771-ben az egri papnövendékek közé vették fel. 1777-ben azonban elhagyta a szemináriumot, egy évet a budai egyetemen töltött, majd Jenő (Eugenius) néven belépett a pálos szerzetesrendbe. A teológiát Nagyszombatban végezte, ahol fiatal növendéktársait héber és görög nyelvben oktatta, s 1781. április 22-én pappá szentelték. A budai egyetemen 1782-től felsőbb matematikát és teológiát hallgatott. 1783-ban filozófiai doktorrá, 1784-ben pedig a hittudományok borostyánosává avatták.
A pálos rendben tanulmányi felügyelő, majd Pesten hitszónok volt. Beszédeire távolabbról is eljártak. Amikor a pálos rendet 1786-ban eltörölték, áthelyezték tábori káplánnak; az orosz-török háború alkalmával a főhadiszálláson megbetegedett, kénytelen volt lemondani hivataláról, s magát három és fél évig Pesten és Budán kezeltetni, míg végre felgyógyult. 1789-ben és 1792-ben cenzori állásért folyamodott a Helytartótanácshoz, kérvényében széles körű nyelvtudására hivatkozott.
Háromszáz forint nyugdíjából éldegélt, s már jelentékeny sikerrel belevegyült az irodalmi mozgalmakba, amikor 1794. december 11-ére virradóra a Martinovics-ügyben elfogták, amiért a Martinovics-féle kátét (Az ember és a polgár kátéja – Catéchisme de l'homme et du citoyen) terjesztette, s a Marseillaise-t lefordította. 1795-ben a Hétszemélyes Tábla halálra ítélte, ezt azonban kilenc évi várfogságra változtatták. Kufsteinben, Grazban és Brünnben töltötte fogsága idejét. 1803. augusztus 28-án kiszabadult és Szapáry János gróf nádori főudvarmester leányának nevelője lett; a gróf kieszközölte neki elvesztett szerzetesi nyugdíjának visszaadását is, és 1806 végén beajánlotta József nádorhoz magyar nyelvgyakorló mesternek.
Élete utolsó tizedében az egyetemi nyomda korrektúrákkal és átdolgozásokkal bízta meg, a Helytartótanács megbízásából pedig nyelvtani kézikönyveket szerkesztett. A jottista-ipszilonista háborúban a vesztesnek bizonyult ipszilonista szemlélet vezéralakja volt (ez a születőben lévő ortográfiában a kiejtés szerinti írásmódot alkalmazta volna, amely némileg bonyolultabb, de jobban alkalmazkodott volna az akkor aktuális nyelvváltozathoz).
Utolsó megbízatását az egyháztól kapta, felkérték a katolikus Biblia új kiadása kapcsán, hogy vesse össze a Káldi-féle magyar szöveget az eredetiekkel. Nem javasolta ennek az új kiadását, e helyett új fordítást javasolt. Terjedelmes latin nyelvű jelentése ma is példaképe a szakszerű és lelkiismeretes fordításkritikának. Irodalmi polémiáktól, majd betegeskedéstől terhes élte végső éveit elvonultságban töltötte a budai várhegy keleti oldalán fekvő csinos házacskájában, ahol 1822. december 15-én meghalt.
A Budakeszi út mellett levő, mára már megszűnt vízivárosi temetőben temették el. Sírfeliratul e sorokat szánta magának:
„A sors elfojtván zöld rügyét Sírjában kezdi életét”.

## Munkássága
A magyar felvilágosodás, majd a nemzeti ébredés és a hazafiság egyik első alakja volt. A magyar irodalomban mint lírai és elbeszélő költő, esztéta és mint nyelvész fejtett ki nevezetes munkásságot. Fogsága előtt főleg költőként és elméletíróként dolgozott. 1787-ben jelentek meg első versei a Magyar Musában. 1789-től a kassai Magyar Museumnak és a komáromi Mindenes Gyűjteménynek, fogsága után pedig a Hazai és Külföldi Tudósításoknak is dolgozott. Fordításain kívül egy eredeti cikke, „Az egyházi énekről” jelent meg ott, az I. kötetben.
Zeneértő, sőt zeneszerző volt, aki tanítását a német versformák elsőbbségéről nemcsak elméletileg, hanem a dalaira szerzett dallamokkal is támogatta. Kiváló énekes volt, és művészi fokon játszott hárfán. Mint ilyen, az egyik első névvel is ismert magyar hárfaművész. A hárfát gyakran alkalmazta verseiben szimbólumként. Kötetnyi dalt szerzett, melyeket kottázva könyvalakban jelentetett meg, a zenéről pedig ismeretterjesztő könyvet is írt.
Legtöbbet idézett műve Az igazi bölcs című epigramma, melyhez szintén írt zenét:
Nézd a búzakalászt, büszkén emelődik az égnek, 
 Míg üres; és ha megért, földre konyítja fejét. 
Kérkedik éretlen kincsével az iskolagyermek,
Míg a teljes eszű bölcs megalázza magát.

## Művei

### Életében megjelent művek
- Keresztény ájtatosságok. Pest, 1786
- Dusch Erkölcsi leveleinek második része. Ford. u. o, 1786 (Mind a két munka cenzori példány. Megvan az egyetemi könyvtárban.)
- Emlékeztető oszlop… 1. baronissa Vesselényi Máriának… emelt gróf Széki Teleki Ádám. Kolozsvár, 1786 és 1790 (költemény, névtelenül)
- A magyar hazának anyai szózattya az ország napjára készülő magyarokhoz. Hely n., 1790 (névtelenül)
- Egy jó szívből jött szatira avagy feddő költemény a magyar literatáróról. Hely n., 1791 (névtelenül)
- Rövid értekezés a musikáról. VI. énekkel. Bécs, 1791
- Patikai Lukátsnak egy meglett és okos szántó-vevő embernek oktatásai a lovaknak, szarvasmarháknak, juhoknak és sertéseknek betegségeiről, azoknak gyógyításáról. u. o, 1792 (névtelenül)
- Mi a poézis? és ki az igaz poéta? Megtoldva Horátziusnak Pizóhoz és ennek fiaihoz írt levelével… és egynéhány költeményes enyelgésekkel. Uo. 1793 (névtelenül)
- Proludium in institutiones linguae hungaricae, ad systema Adelungianum, genium item linguarum orientalium, ac dialectum tibiscanum & transylvanam exactas. Pestini, 1793
- Rikóti Mátyás, egy nyájas költemény, mellyel e hires magyar versszerzőnek pompás koszoruzása négysoru ritmusokban előadatik. Uo. 1804, két rézmetszettel (névtelenül). A digitalizált változat a Magyar Irodalmi Ritkaságok sorozatban 1935-ben megjelent kiadás alapján a REAL-EOD-ban.
- Nagy nevezetű és nagy tekintetű Kolomposi Szarvas Gergely urnak, mostoha ükömrűl kedves uram bátyámnak víg élete és nevetséges vélekedései… Uo. 1804–1805, két kötet (névtelenül)
- Neu verfasste ungarische Sprachlehre… Uo. 1805 (Ujabb kiadásai: Buda, 1817 és 1823)
- A tiszta magyarság, avagy a csinos magyar beszédre és helyes irásra vezérlő értekezések. Követi ezeket a cadentiák lajstroma, mellynek hasznát a filologusok és a poéták egyaránt vehetik. Pest, 1805
- Neve napjára gróf Szapáry János urnak. Musikára tette Haaz János Budán 27. December 1805. Buda (költemény)
- A magyar musának háladatos öröme Herculesnek amaz öntött képzeténn, mellyet fels. urunk Jósef, Magyar országnak nádor-ispánnya a pesti nemzeti könyvtárnak ajándékozott. Uo. 1806 (költemény)
- Háladatos örömdal, mellyet Puchói Marczibány Istvány urnak és kegyelmes hitvesének, Kesseleökeöi Majthényi Mária aszszonynak tiszteletére a budai klastromban énekeltek Szent Erzsébetnek szerzetes leányai, midőn ő Excellentiájoknak fundatiójára az első három magyar szüzet, más kettővel együtt, a szent szerzet ruhájába felöltöztették. Pest, 1806
- Tisztelete ő Excellentiájoknak Puchói Marczibány Istvány urnak és kegyelmes hitvessének, Kesseleököi Majthényi Mária aszszonynak, ama két jeles fundátionak alkalmatosságával, mellyeket a betegek számára tettek. Buda, 1806 (költemény)
- Magyar Aglája, avagy Kellemetesen mutató nyájaskodások külömbféle versnemekben. Uo. 1806
- A magyar hárfásnak részént Aglájábul vett, részént újonnan szerzett énekei fortepianora. Két szakaszban. Pest, 1807
- Száz esztendőre szólló… Kalendárium 1805–1905-ig… Uo. év n. (névtelenül)
- Gróf Kaczai-falvi László, avvagy a természetes ember. Egy igen mulatságos tanuságokkal bővelkedő történet. A Magyar Aglajának szerzője által. Uo. 1808, rézmetszettel (Névtelenül. Újra megjelent Kőszeghy-Winkler Elemér rajzaival. Budapest, 1911, Ism. Budapesti Szemle 146. k.). A digitális változat az 1911-es kiadás alapján, a Digitális Klasszika honlapján.
- Báró Külneki Gilméta kisasszony és Aranypataki György. Egy érzékeny történet a legujabb időkbül. Irta V. F. Buda, 1808 (névtelenül)
- Kresznerics Ferencz versei, melyek az 1809-iki franczia eseményekre vonatkoznak. Verseghy Ferencz által énekre téve
- Halotti tisztelete néh. Nméltgú Marczibányi Istvány urnak, ki 1810-ben Decembernek 21-dik napján végezvénn drága életét, a t. budai apáczáknak templomába temettetett. Buda, 1810
- Az emberi nemzetnek Történetei, mellyeket a magyar nemességnek hasznos mulatságára öszveszedett egy emberszerető hazafi. Uo. 1810–1811, három kötet. (névtelenül)
- Vak Béla a magyarok királlya. A történetirásbúl vontt romános rajzolat. Pest, 1812, rézmetszettel (névtelenül)
- Exercitationes idiomatis hungarici secundum regulas epitomes concinnatae in usum gymnasiorum regni Hungariae Budae, 1816 (névtelenül)
- Oktatás a marhadögnek megelőzésérül és orvoslásárul… Uo. 1816, névtelenül
- Magyar ortografia, avvagy irástudomány, mellyben a magyar betűknek helyes kimondása és irása taníttatik. Bevezetés gyanánt a magyar nyelvtudományra. A nemzeti oskolák számára. Uo. 1816, 1817, 1820, 1821 és 1840, Toldy F. átdolgozásában (névtelenül)
- Analytica institutionum linguae hungaricae. Pars I. Etymologia… Pars II., Syntaxis linguae hungaricae. Pars III. Usus aestheticus Uo. 1816–1817, három kötet (névtelenül)
- Ungarische Rechtschreibung, als Einleitung in die ungarische Sprachlehre. Zum Gebrauch der Nationalschulen Uo. 1817 (névtelenül)
- Ungarische Sprachlehre zum Gebrauche der ersten Lateinischen und Nationalschulen. Uo. 1817 (névtelenül)
- A filozófiának a talpigazságira épített felelet a nemzeti muzéum nevében a magyar nyelv iránt tett s az 1818. esztendőben, bőjt elő havának 7. napjánn a hazai tudósításokba iktatott kérdésekre, melly értekezés gyanánt is szolgál egyszersmind a nyelvművelésnek mivoltárúl és akadállyairúl. Uo. 1818
- Exercitationes Idiomatis Hungarici. Uo. 1818 (névtelenül)
- Magyar grammatika avagy nyelvtudomány, mellyben a hazai nyelvnek sükeres okokra épített regulái napkeleti nyelvhez illő tanitásrenddel mind és pontosan előterjesztetnek. A magyar nemzeti oskolák számára Uo. 1818 és 1821
- Epitome institutionum grammaticarum linguae hungaricae. Uo. 1816–20, öt füzet (névtelenül)
- Dissertatio de versione hungarica Scripturae Sacrae cui specimina correctae atque ad Vulgatam exactae versionis una cum momentis exegetico-philologicis emendationum, in traductione Kaldiana institutendarum, subiunguntur. Uo. 1822
- Universae Phraseologiae Latinae corpus, congestum a P. F. Wagner. Editio tertia novissimis curis emendata et auctu. Uo. 1822 (névtelenül)

### Halála után megjelent versgyűjtemények és szépirodalmi művek
- Verseghy Ferencz Maradványai és élete. (Kiadta Sághy Ferencz). Uo. 1825
- Verseghy Ferencz Költeményei. Kiadta Toldy Ferencz Pest, 1865
- Kellemetesen mulató nyájaskodások Verseghy Ferencz verses elbeszéléseiből. Az 1806-iki első kiad. után; Buzárovits, Esztergom, 1888 (Mulattató zsebkönyvtár)
- Kellemesen mulató nyájaskodások. V. F. verses elbeszéléseiből. Az 1806-os első kiadás után Esztergom, 1893 (Mulattató zsebkönyvtár 52.)
- Válogatott lirai költeményei. Bpest, év n. (1901. Kiadta Madarász Flóris. Magyar Könyvtár 166.)
- Verseghy Ferencz Kisebb költeményei. Kiadják Császár Elemér és Madarász Flóris. Uo. 1910 (Régi M. Könyvtár. Szerk. Heinrich Gusztáv XXIV. kötet. Ism. Kath. Szemle)
- Verseghy Ferencz összes költeményei. I. Verseghy Ferenc kisebb költeményei; sajtó alá rend. Császár Elemér, Madarász Flóris; Franklin, Bp., 1910 (Régi magyar könyvtár)
- Válogatott versek; szerk., jegyz. Vargha Balázs; Magvető, Bp., 1956 (Magyar könyvtár)
- Verseghy Ferenc. 1757–1822; szerk. Kisfaludi Sándor; Szolnok Megyei Tanács Verseghy Könyvtára–TTIT, Szolnok, 1957
- Verseghy Ferenc kiadatlan írásai, 1-3.; szerk., előszó Szurmay Ernő; Verseghy Ferenc Megyei Könyvtár, Szolnok, 1982–1988
- Verseghy Ferenc, Földi János, Fazekas Mihály válogatott művei; Verseghy Ferenc, Földi János művál. és szöveggond. Vargha Balázs, jegyz. V. Gimes Ágnes, Fazekas Mihály művál., szöveggond., jegyz. Julow Viktor; Szépirodalmi, Bp., 1989 (Magyar remekírók)
- A korán jött ember. Válogatás Verseghy legérdekesebb műveiből; vál., tan. Deme Zoltán, szerk., előszó Szurmay Ernő; Verseghy Ferenc Megyei Könyvtár, Szolnok, 1996
- Verseghy Ferenc drámái; sajtó alá rend. Doncsecz Etelka, közrem. Hornyák Annamária; Debreceni Egyetemi, Debrecen, 2014 (Csokonai könyvtár. Források)
- Verseghy Ferenc szépprózai művei; sajtó alá rend. Béres Norbert; Debreceni Egyetemi, Debrecen, 2018 (Csokonai könyvtár. Források)
- Verseghy Ferenc összes költeményei, 1-2.; sajtó alá rend. Hovánszki Mária; Debreceni Egyetemi, Debrecen, 2021 (Régi magyar költők tára, XVIII. század)

### Halála után megjelent nyelvészeti művek
- Előtudósítás a Tudományos mesterszavaknak folyó gyűjteményérül; Egyetemi Ny., Buda, 1826
- Lexicon terminorum technicorum, azaz: Tudományos mesterszókönyv. Próbaképen készítették némelly magyar nyelvszeretők. Buda, 1826 (névtelenül)
- Szemelvények Verseghy nyelvtudományi műveiből. Összeállította Császár Elemér. Budapest, 1904
- Levelek és vitairatok. Verseghy Ferenc és kortársai a Káldi-féle bibliafordítás új, javított kiadásáról; gyűjt. Szörényi László, előszó Horváth Károly, szerk., bev. Szurmay Ernő,  ford. Borók Imre, Győri Gyula, Imre István; Verseghy Ferenc Megyei Könyvtár, Szolnok, 1987
- Értekezés a Szentírás magyar fordításáról, amelyhez a helyes és a Vulgatához igazított fordításnak mintái csatlakoznak azokkal a javításokat alátámasztó exegétikai filológiai érvekkel együtt, amelyeket a Káldi-féle fordításban kell végrehajtani; héber szöveggond. Turán Tamás, ford. Bartha Lászlóné, Borók Imre, Győri Gyula; Verseghy Ferenc Megyei Könyvtár, Szolnok, 1987
- Bevezetés a magyar nyelv törvényeibe, amely Adelung rendszere, nemkülönben a keleti nyelvek szelleme, valamint a tiszai és az erdélyi nyelvjárás alapján készült; ford. Hegyi Balázs, szerk., utószó Éder Zoltán; Verseghy Ferenc Megyei Könyvtár, Szolnok, 1999
- Exercitationes idiomatis Hungarici secundum regulas Epitomes concinnatae in usum gymnasiorum Regni Hungariae / Az Epitome szabályai szerint összeállított magyar nyelvi gyakorlatok a Magyar Királyság gimnáziumainak használatára; szerk., bev. Szurmay Ernő; hasonmás kiad.; Verseghy Kör–Jász-Nagykun-Szolnok Megyei Verseghy Ferenc Könyvtár és Művelődési Intézet, Szolnok, 2007

### Kiadott levelei
- Védekezése Szeitz és Alexovics ellen (Irodalomtörténeti Közlemények II. 111–114. 1)
- Teleki Sándor grófnéhoz Buda, 1791. febr. 7. (Irodalomtörténeti Közlemények, 1908)
- Verses levele Koppi Károlyhoz Nagyszombat 1793. okt. 28. (Figyelő XXIII. 206. 1.)
- Buda, 1822. febr. 2. (Rajzolatok 1837. 46. sz.)
- Egy esztendő Verseghy Ferenc életéből. Kiadatlan levelei 1811–12-ből; sajtó alá rend. Gálos Rezső; Győri Női Felső Kereskedelmi Iskola, Győr, 1935
- Horváth Konstantin: Az "Egyházi Értekezések és Tudósítások" (az első magyar kat. teol. folyóirat) története, 1820–1824 / Verseghy Ferenc és Horváth János levelezése; Egyházmegyei Ny., Veszprém, 1937 (A Veszprémi egyházmegye múltjából)
- Verseghy Ferenc levele Porthan finn nyelvész professzornak 1794-ből; Damjanich Múzeum–Verseghy Megyei Könyvtár, Szolnok, 1987
- Erkölcsi levelek; összeáll. Horváth Károly; Szolnoki Ny., Szolnok, 1988
- Verseghy Ferenc levelezése; sajtó alá rend. Doncsecz Etelka; Debreceni Egyetemi, Debrecen, 2019 (Magyar írók levelezése, 1.)

### Kéziratok
- Kéziratainak legnagyobb részét a zirci apátság levéltára őrizte.
- Lekvári Örzse vagy erősebb a szerelem még a halálnál is – sikamlós történet 228 páros rímű Zrínyi-sorban: Magyar Tudományos Akadémia Könyvtárának Kézirattára
- Szétsi Mária (dráma), melyet 1794. június 11-én és 1808. december 7-én előadtak, de nyomtatásban nem jelent meg.

## Műfordításai
- A világnak közönséges története. Írta franczia nyelven abbas Millot. (Ford.) Pest és Buda, 1790–91. Két kötet (I. A régi nemzetek. II. A görögök)
- A szerelem gyermeke, egy nézőjáték öt felv. Kotzebue Augustus úr után az originális kiadás szerint. Buda, 1792 (A Budai Magyar Theatrum első füzete. Névtelenül. Először előadatott 1792. jún. 14. Budán)
- A le-bilincsezett Prometheus. Aeschilusból. Buda, 1792 (A Budai Magyar Theatrum második része, névtelenül)
- A formenterai remete, egy néző és egyszersmind énekes játék 3 felv. Kotzebue Augustus úr után szabadon fordította és némely keményebb kifejezésekre nézve megenyhítette N. N. Uo. 1793 (Magyar Játék-Szín IV. kötet 2. darabja 81–188. 1. Először adatott 1793. okt. 28.)
- Eduard Skócziában, avagy egy egy szökevénynek az éjszakája… Nézőjáték 3 felv., melyet franczia nyelven írt Duval, németre fordított szabadon Kotzebue… magyarra V. F. Uo. 1850
- A hamar és ócsón gyógyító lóorvos… Uo. 1807 (ford. német munkákból)
- A magyaroknak hűsége és nemzeti lelke… Sorz ezredes énekes játéka 2 felv. szabadon fordította. Musikába tette Pacha Gáspár. Uo. 1809
- Hiteles előadása a spanyol történeteknek az Aranjuezi nyughatatlanságoknak fellobbanásátúl fogva a Bajoni Juntanak befejezéseig. Irta Cevallos Pedro. Magyarországban, 1809 (ford. névtelenül)

## Szakirodalom
- Császár Elemér: Verseghy és a cenzori hivatal. Századok, 1900
- Császár Elemér: Verseghy Ferenc élete és művei. Bp., 1903
- Szauder József: Verseghy pályakezdése. In: A romantika útján, Bp., 1961
- Szauder József: Verseghy és Herder, Filológiai Közlöny, 1958
- Tarnai Andor, Magyar jakobinusok, bonapartisták és nyelvújítók, It, 1972
- Tarnai Andor: Verseghy Marseillaise-fordítása, ItK, 1966
- Fried István: Verseghy Ferenc Magyar grammatikája. Szolnok, 1988
- Fried István: Verseghy Rikóti Mátyása. It, 1973
- Deme Zoltán: Verseghy Rikóti Mátyásának életrajzi hátteréről, ItK, 1975
- Deme Zoltán: Verseghy könyvtára. Akadémiai Kiadó, Bp., 1985
- Deme Zoltán: Verseghy Ferenc (Kismonográfia). Greenwood Lake, NJ. 1988
- Margócsy István: Verseghy szerepe kora irodalmi életében, Szolnok, 1983
- Margócsy István: A Révai-Verseghy-vita eszme- és kultúrtörténeti vonatkozásai. In: Klasszika és romantika között, Bp., 1990
- Margócsy István: Verseghy Ferenc esztétikája. ItK, 1981
- Szathmári István: Verseghy, a stilisztikus. In: Irodalom és felvilágosodás. Akadémiai Kiadó, Bp., 1974
- Major Ervin: Verseghy mint dal- és zeneszerző. Itk, 1925

## Emlékezete
- Hamvait 1931-ben, a vízivárosi temető felszámolásakor vitték haza Szolnokra. Díszsírhelyet kapott, amelyre 1966-ban készítették el a ma látható kereszttel és nyitott könyvvel díszített sírkövet.
- Mellszobra Szolnokon az 1926-ban kialakított, francia stílusú Verseghy-parkban található, közvetlenül a Tisza Szálló és Gyógyfürdő mellett. A szobor 1934-ben készült; Borbereki-Kovács Zoltán szobrászművész alkotása.
- Bár Verseghy Ferenc életműve ma már jórészt csak történeti érdekesség, időről időre felmerül a neve. Gróf Kaczaifalvi László, avagy a természetes ember. Egy igen mulatságos tanuságokkal bővelkedő történet című regényét () Mikszáth Kálmán beválogatta az általa szerkesztett, a magyar regény első száz évének jellegzetességeit bemutató sorozatába.
- Chiovini Ferenc, a Szolnoki Művésztelep tagja, a Verseghy Ferenc Gimnázium Munkácsy-díjas öregdiákja által 1937-ben készített életnagyságú portrét a tanintézmény államosításának 50. évfordulójára rendezett ünnepségen leplezték le. 1944-ig az iskola őrizte, amikor is háborús pusztításnak esett áldozatául. A képről fényképmásolat maradt fenn, amit az iskola jubileumi értesítője őrzött meg.
- Remete Márton a Verseghy Irodalmi Kör kezdeményezésére és megbízására festette meg, 1937-ben a tudós félalakos képét. A művész gondos előtanulmányokat végzett. Felhasználta a Höfel-féle rézmetszetet és a Gróf Kaczaifalvi 1911-es kiadásában megjelent arcképet. A festmény a kor embere által elképzelt töprengő, szenvedélyes, mélyen gondolkodó, élete delén álló Verseghyt ragadta meg. Kezdetben a kép a Szolnoki Múzeumi és Könyvtári Egylet által őrzött Verseghy-relikviák között, majd a könyvtár olvasószobájába lett kiállítva. Ma a megyei könyvtár Verseghy-termének falát díszíti.
- Szabó László 1972-ben készített Verseghy-emlékérme a Szolnok Megyei Numizmatikai Társaság tisztelgése volt Verseghy halálának 150. évfordulójára.
- Szabó Béla domborműves érméje (1995) a magyar jakobinus mozgalom kétszázadik évfordulója alkalmából készült. Az arany, ezüst és bronz változatban is kiadott plaketten Verseghy-portréja felett a születési és halálozási dátum olvasható, a hátoldalon pedig a régi Tisza menti sóházak láthatók, előttük a folyón úszó hajóval. Hangsúlyozva a költő szolnoki kötődését, amelyre az idézet Külső Szolnok sorai is utalnak. Az érmék érdekessége, hogy a Verseghy Kör rendes tagjai kapják meg székfoglaló előadásuk alkalmából.
- Szolnok Város Tanácsa és a Verseghy Ferenc Gimnázium által készített emléktábla a nevét viselő iskola épületének homlokzatán, a bejárat mellett. A költő halálának 140. évfordulója alkalmából leplezték le 1962. december 20-án, amely fölé dombormű került 2004. április 2-án. Pogány Gábor Benő alkotása fél alakos portré, amelyen a költő Külső Szolnok című versének kezdő sora olvasható.
- A költő születésének 250. évfordulójának tiszteletére, 2007 tavaszán a Verseghy Kör és a Verseghy Könyvtár emléktáblát avatott a könyvtár Kossuth téri főbejáratánál és ekkor leplezték le Simon Ferenc szobrászművész domborművét a Damjanich János Múzeum pantheonjában és annak másolatát pedig a megyei könyvtár épületében.

### Nevét viselte, viseli
- A szolnoki Verseghy park mellett álló, volt ferences rendi gimnázium
- A szolnoki Verseghy Ferenc Könyvtár és Művelődési Intézet
- Szülőhelyén kultuszának ápolására, nevét viselő irodalmi társaság jött létre a két világháború között, amely a rendszerváltás után Verseghy Kör  néven alakult újra 1993-ban.
- 1972 óta, ötévenként szülőhelyén kerül megrendezésre a Verseghy-emlékülés, amely irodalmi, nyelvészeti előadásai és helytörténeti korreferátumai önálló kötetben is megjelennek. A kiadványsorozat címe In memoriam Verseghy Ferenc[halott link].
- 1966 és 1980 között megyei középiskolai kulturális rendezvénysorozat, a Verseghy Diáknapok őrizte emlékét.
- A megyei könyvtár tisztelegve névadója nyelvészeti munkássága előtt, 1976-ban útjára indította a Verseghy nyelvművelő versenyt, amely 2004 óta szünetel.
- A Szolnoki Nyomdaipari Vállalat 1992-ben vette fel a város híres szülöttének nevét. (A nyomdát a 2000-es évek elején felszámolták.)
- Egy budapesti utca a II. kerületben, és egy Esztergomban